# Universitätschor Münster
Der Universitätschor Münster (vollständig: Universitätschor der Westfälischen Wilhelms-Universität Münster) ist ein Chor an der Universität Münster. Er besteht aus rund 130 aktiven und ehemaligen Angehörigen der Universität und universitätsfremden Mitgliedern (Stand 2019). Der Chor widmet sich überwiegend instrumental begleiteter Chormusik vom Barock bis zur Moderne.

## Geschichte
Gegründet wurde der Chor im Jahre 1981 von Herma Kramm. Nach ihrem altersbedingten Ausscheiden 1998 übernahm Ulrich Haspel ihre Nachfolge; er leitete den Chor bis 2019. In den Folgejahren (Wintersemester 2019/2020 bis Wintersemester 2022/23) wurde der Chor von Marion Wood dirigiert. Im Sommersemester 2023 übernahm Volker Hagemann die Leitung des Universitätschors Münster.

## Organisation
Der Chor ist seit 1998 als nicht eingetragener Verein mit einem Vorstand als geschäftsführendem Organ organisiert. Dem Vorstand gehören insgesamt zehn Mitglieder an: Erster und zweiter Vorsitzender, Schriftführer, Kassenwart und vier Stimmsprecher werden von der Mitgliederversammlung gewählt, der Dirigent und die Prorektorin für Studium und Lehre sind kraft ihres Amtes Mitglieder des Vorstandes.
Zusammen mit dem studentischen Madrigalchor und dem Ensemble 22 bildet der Universitätschor das collegium musicum vocale (CMV) der Universität. Vor 1998 wurde der Chor vom studentischen Madrigalchor mit organisiert.
Zeitliche Organisationsräume sind die Semester der Universität, so dass die Konzerte für gewöhnlich am Semesterende stattfinden. Die geistlichen Werke werden überwiegend in der Erphokirche aufgeführt, wobei der Chor regelmäßig mit den anderen Chören des CMV kooperiert und auch häufig Solisten aus dem Umfeld der Universität einlädt.
Neben den Eintrittsgeldern finanziert der Chor sich hauptsächlich durch Zuwendungen der Universität, eines Fördervereines und den Beiträgen der Mitglieder.

## Programm
In Abgrenzung zu den anderen Chören des CMV führt der Universitätschor hauptsächlich instrumental begleitete Stücke auf und konzertiert nur gelegentlich a cappella. Die zeitliche Bandbreite reicht dabei vom Frühbarock bis zur Moderne und umfasst sowohl große Orchesterwerke als auch instrumental klein besetzte Einzelstücke. Beispielhaft genannt seien der Messias, die Matthäus-Passion, die Carmina Burana, das Mozart Requiem oder der Paulus von Mendelssohn. Daneben aber auch das Requiem von Duruflé, Brittens Saint Nicolas oder kaum aufgeführte Salzburger Kirchenmusik des 18. Jahrhunderts.
Auch abseits des Semesterprogrammes tritt der Chor regelmäßig in Münster auf. Er nahm beispielsweise am WDR-Musikfest, mehrfach am Neue Wände-Festival und an dem Chorfestival zum Gedenken des 70-jährigen Kriegsendes teil.

## Chorreisen
Konzertreisen führten den Chor auch über die Grenzen des Münsterlandes hinaus. Als musikalischer Botschafter für die Universität und auch die Stadt Münster wurden dabei oftmals Partnerstädte von Münster gewählt. So unternahm der Chor z. B. Reisen nach Rishon leZion, York (2007) und Lublin (2014). 2009 begleitete der Chor das Landesjugendorchester NRW auf einer zweigeteilten Konzertreise durch das Münsterland und in und um Paris.